# Паш, Густав Эрик
Густав Эрик Паш (швед. Gustaf Erik Pasch, урождённый Берггрен; 3 сентября 1788, Норрчёпинг, Швеция — 6 сентября 1862, Стокгольм, Швеция) — шведский изобретатель и профессор химии Каролинского института в Стокгольме, создатель безопасных спичек. Родился в семье плотника, высшее образование получил в Уппсальском университете, который окончил в 1821 году со степенью магистра. В 1827 году он был избран членом Королевской Шведской академии наук.
Помимо революционного изобретения безопасной спички (1844), исключившего использование токсичного белого фосфора, Паш внёс значительный вклад в прикладные области: разработал технологию производства водонепроницаемого бетона для строительства Гёта-канала, усовершенствовал методы изготовления банкнот для повышения их защиты от подделки и занимался экспериментами по разведению шелкопрядов. В 1827 году вступил в брак с Августой Фредерикой Вильгельминой Берг. Научно-практическая деятельность Паша оказала существенное влияние на промышленное развитие Швеции XIX века.

## Биография
Густав Эрик Паш был сыном слуги и плотника из Норрчёпинга по имени Эрик Берггрен и взял фамилию «Паш» в честь своего отчима Кристиана Паша, за которого его мать Катарина Юнгштедт повторно вышла замуж. В 1806 году Паш поступил в Уппсальский университет , где стал учеником Йёнса Якоба Берцелиуса. В 1821 году он получил степень магистра и в том же году был принят на должность преподавателя фармации в Каролинский институт, а в 1823 году был назначен преподавателем фармации в Академию наук со званием профессора.

## Безопасные спички
Решающий шаг в разработке безопасных спичек связан с открытием шведского химика Йёнса Якоба Берцелиуса, установившего возможность замены токсичного белого фосфора на стабильный красный фосфор. Однако Берцелиус не смог создать практически применимую конструкцию. Его ученик Густав Эрик Паш решил эту задачу в 1844 году, перенеся фосфор с головки спички на отдельную зажигательную поверхность (специально обработанную полосу на упаковке), за что получил патент. Это изобретение исключало риск самовоспламенения и отравления парами фосфора.
Производство было запущено на стокгольмской химической фабрике «JS Bagge & Co», но столкнулось с двумя критическими проблемами: нестабильным качеством фосфорного покрытия на зажигательной полосе и чрезвычайно высокой стоимостью производства красного фосфора. Эти факторы сделали спички экономически нежизнеспособными, и выпуск прекратился.
Коммерческий успех пришёл лишь через десятилетие благодаря усовершенствованиям братьев Лундстрём (Джон Эдвард и Карл Франс). Используя принцип Паша, они оптимизировали технологию, добившись надёжности и снизив себестоимость. Их модель «безопасной спички» получила международное признание, удостоившись награды на Всемирной выставке 1855 года в Париже, что закрепило за Швецией статус пионера в этой отрасли.